# Redenção (Ceará)
Redenção é um município brasileiro do estado do Ceará. Localiza-se a uma altitude de 88 metros acima do nível do mar e a 55 km de distância de Fortaleza. Faz parte do Polo Serra de Guaramiranga.
O município recebe esse nome por ter sido a primeira cidade brasileira a libertar todos os seus escravos.
Segundo o Censo de 2010, sua população era de 26 426 habitantes, destes 13 290 do sexo Feminino e 13 133 do Masculino. Sua população está dividida em: Zona Urbana 15 142 habitantes e Zona Rural 11 218 habitantes.

## Etimologia
O nome Redenção vem do fato de que este (antiga vila do Acarape. Do tupi-guarani acará + pe, caminho dos peixes) foi o primeiro município do Brasil a libertar os escravos.

## História
A região dos sopés do Maciço de Baturité e ao redor das margens do Rio Acarape/Rio Pacoti era habitada por diversas etnias como os Potyguara, Jenipapo, Kanyndé, Choró e Quesito, recebeu a partir do século XVII diversas expedições militares e religiosas.
Com a implementação da pecuária no Ceará no século XVII, as terras de Redenção também foram beneficiadas com a agricultura da cana-de-açúcar. A partir do século XIX, engenhos de Redenção tiveram como mão de obra escravos africanos, desta forma senzalas e pelourinhos vieram a  fazer parte do modelo urbano.
O povoado que deu origem à vila foi uma distrito policial criado em 1842 e depois desmembrado de Baturité em 1868 com o nome de "Acarape". No ano de 1871 foi criada a Câmara Municipal da cidade.
Em 1882 é criada a "Sociedade Redentora Acarapense". Em 1 de janeiro de 1883, chegavam à então Vila Acarape, abolicionistas como Liberato Barroso, Antônio Tibúrcio, Justiniano de Serpa, José do Patrocínio e João Cordeiro, com a finalidade de assistirem a alforria de 116 escravos do lugarejo. A partir daquele ato, em frente à igreja matriz local, não haveria mais escravos ali, ganhando a vila o nome de Redenção, pioneira em libertar seus escravos no País.
Em reconhecimento ao fato de ter sido a primeira cidade do Brasil a abolir a escravidão, Redenção sedia a UNILAB -Universidade Federal de Integração Luso-Afro-Brasileira desde 2009.

## Geologia
O substrato geológico é composto por rochas gnáissicas e migmatíticas do Pré-Cambriano indiviso e sedimentos detríticos areno-argilosos, com níveis conglomeráticos, do Terciário/Quaternário.
Solos revestidos por vegetação de caatinga arbustiva densa, mata seca (floresta subcaducifólia tropical pluvial) e mata úmida (floresta subperenifólia tropical plúvio-nebular) nos terrenos mais elevados.

## Geografia

### Clima
Tropical quente semi-árido com pluviometria média de 1097 mm com chuvas concentradas de janeiro a abril.

### Hidrografia e recursos hídricos
As principais fontes de água são: Rio Acarape/Rio Pacoti e outros riachos, Açude Acarape do Meio, Adutora do Acarape e outras 3 adutoras e 52 poços.

### Relevo

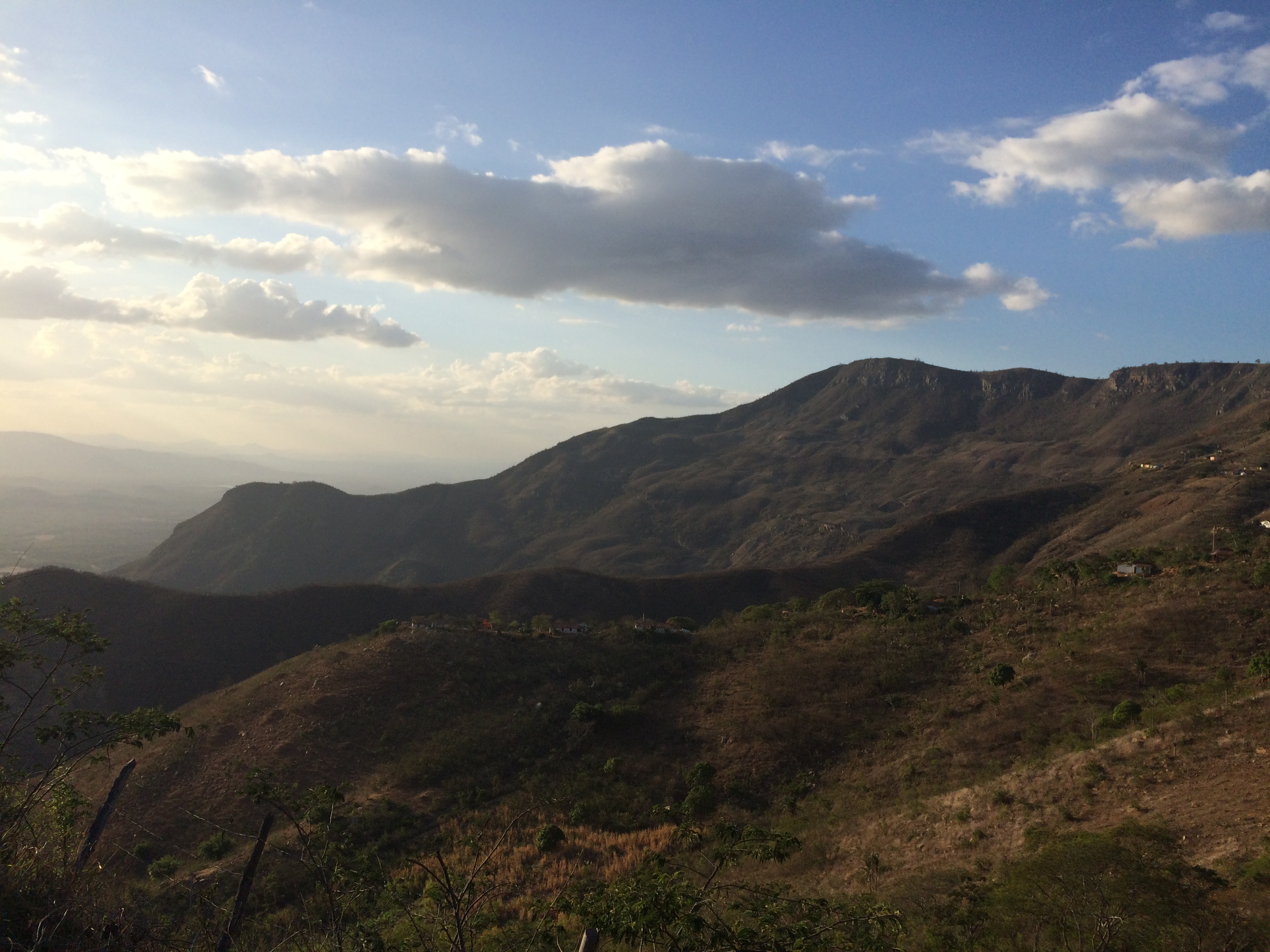
Montanha do Maciço de Baturité em Redenção

Maciços residuais e depressões sertanejas.

### Vegetação
Caatinga arbustiva densa, floresta subcaducifólia tropical, floresta úmida semi-perenofólia, floresta úmida semi-caducifólia, floresta caducifólia e mata ciliar.

### Subdivisão
O município tem Cinco distritos: Redenção (sede), Antônio Diogo, Guassi, Faisca e Barra Nova.

## Economia
O município tem a base de sua economia:
- Agricultura: plantio de bananas, principalmente nas serras que rodeiam o município, já que faz parte do Maciço de Baturité, bem como a plantação da cana-de-açúcar, milho e feijão.
- Pecuária: bovinos, suínos e avícola.

Em suas terras foram registradas ocorrências de calcário (calcita), vermiculita e talco.

## Turismo

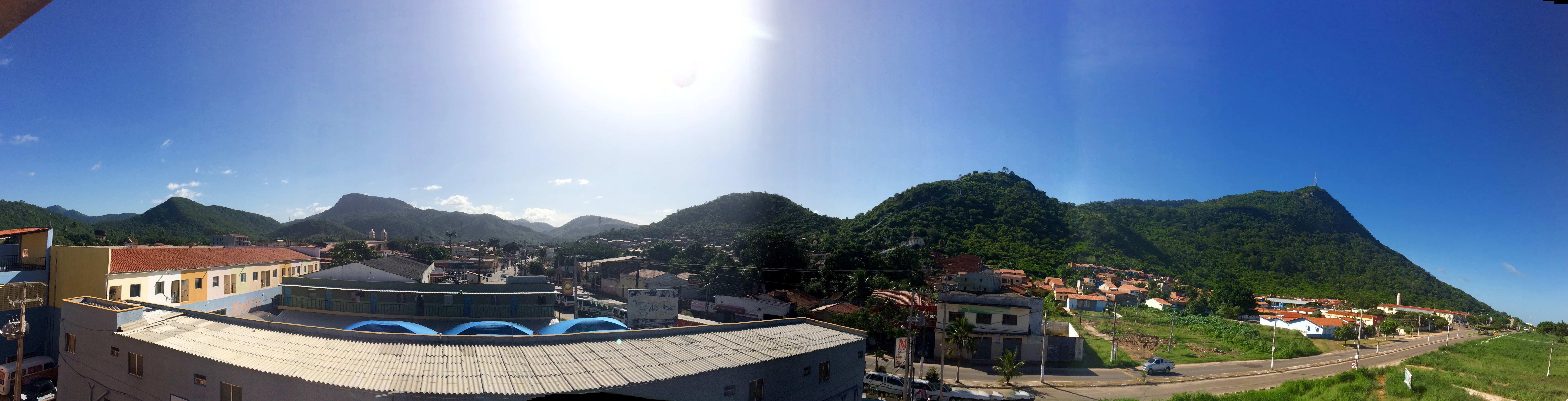

Busto da Princesa

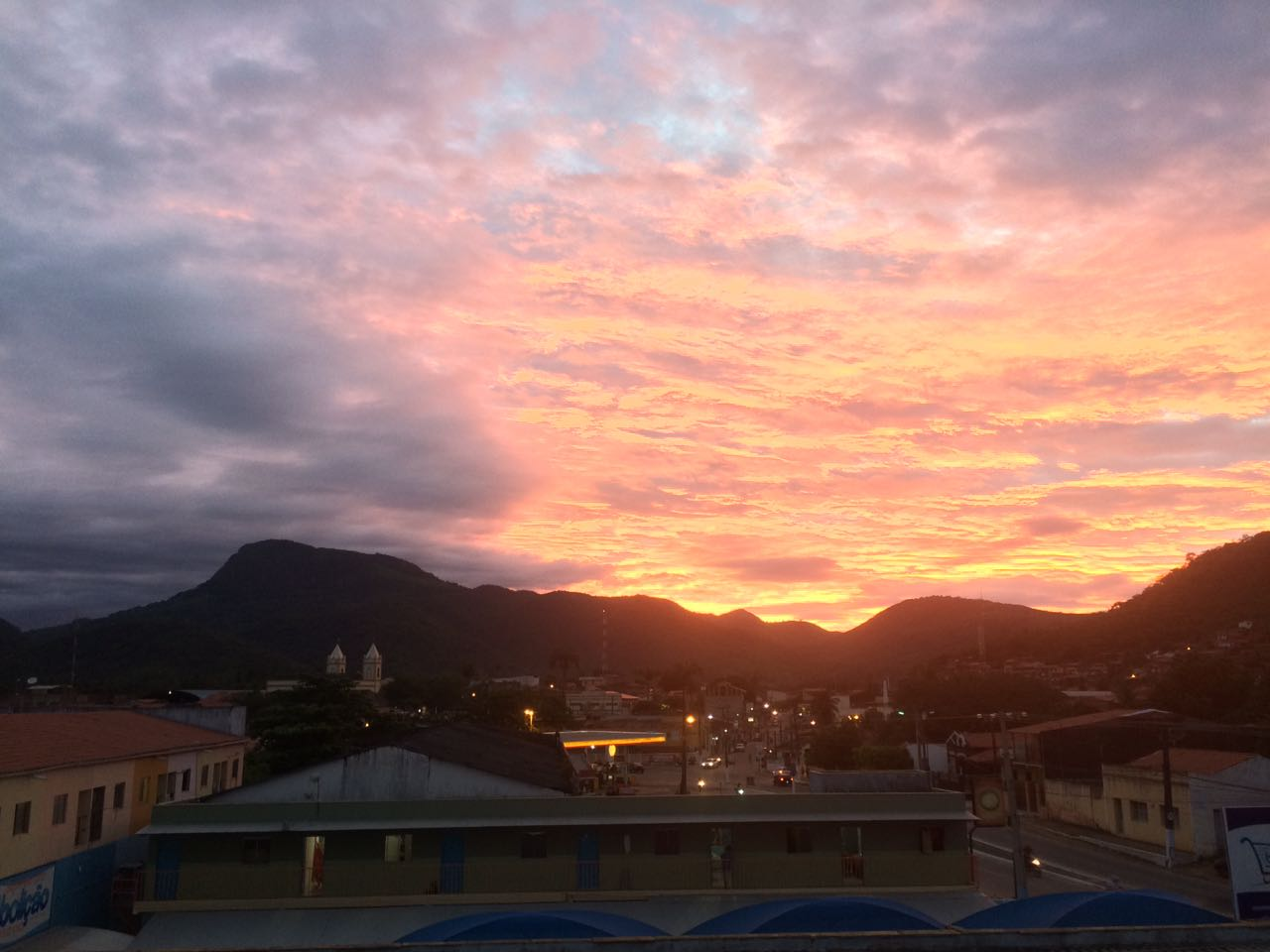
Redenção - Vista aérea sob o por do sol

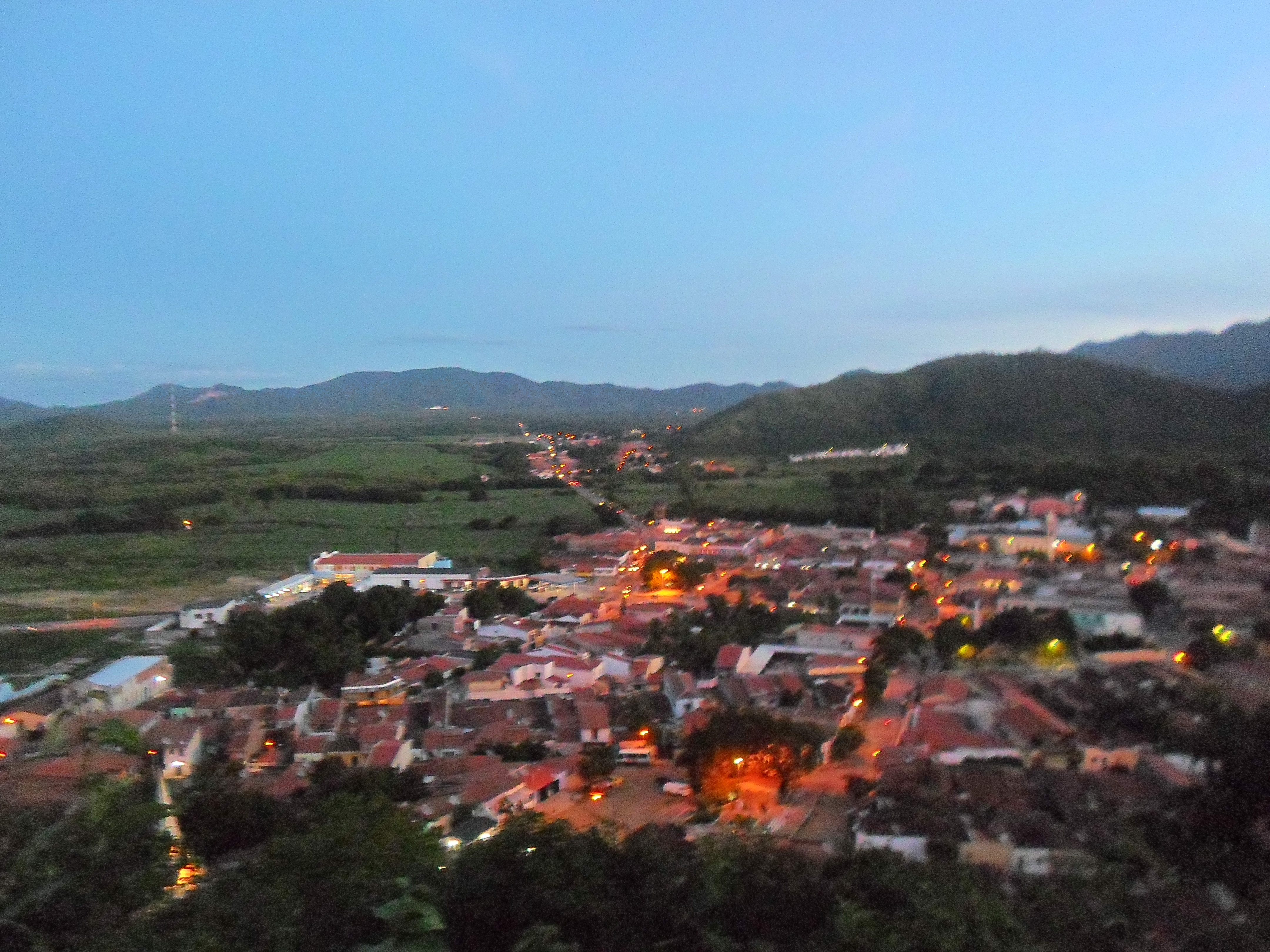
Redenção - Vista noturna

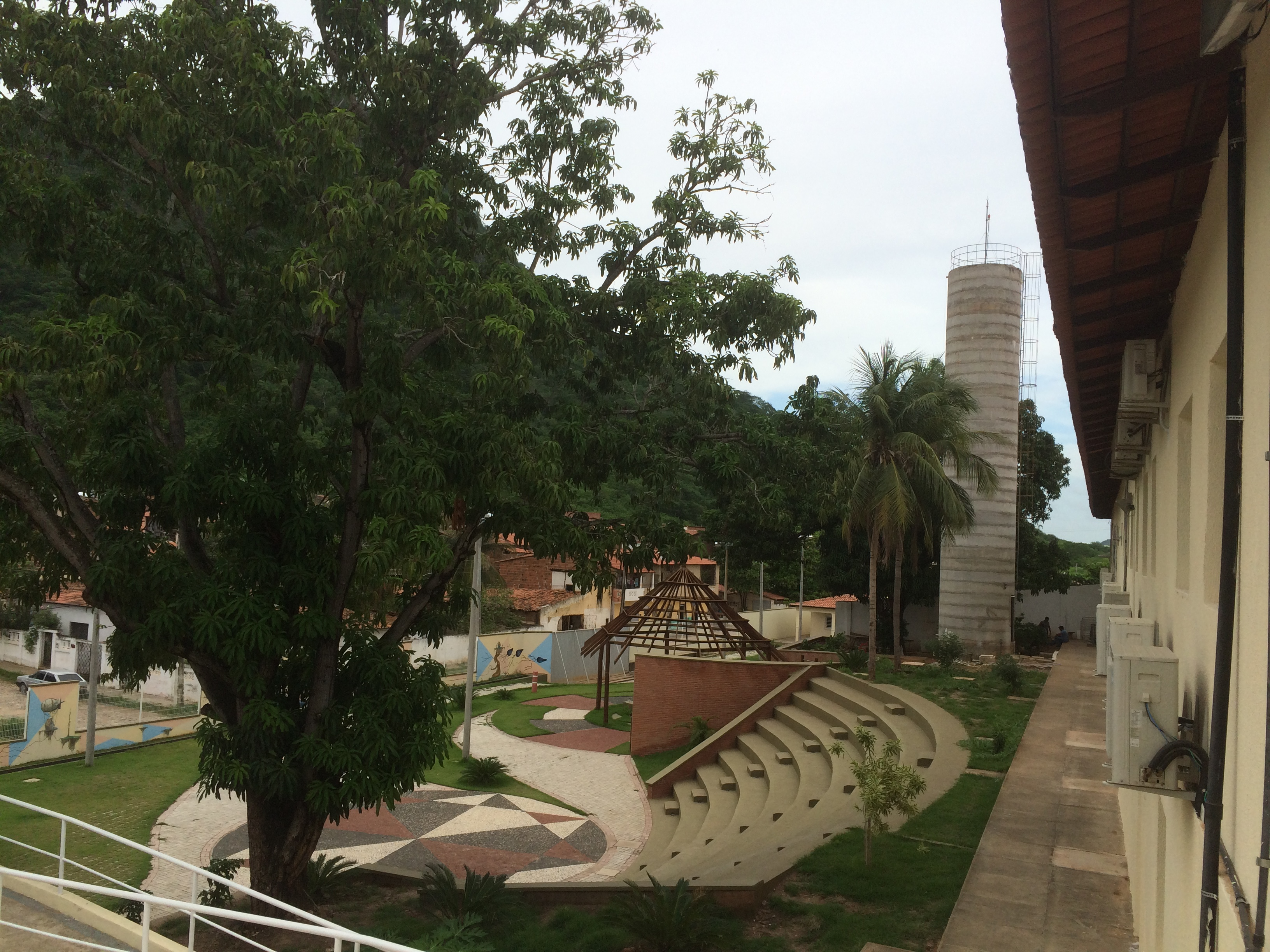
Redenção - Área de convivência - Campus da Liberdade.

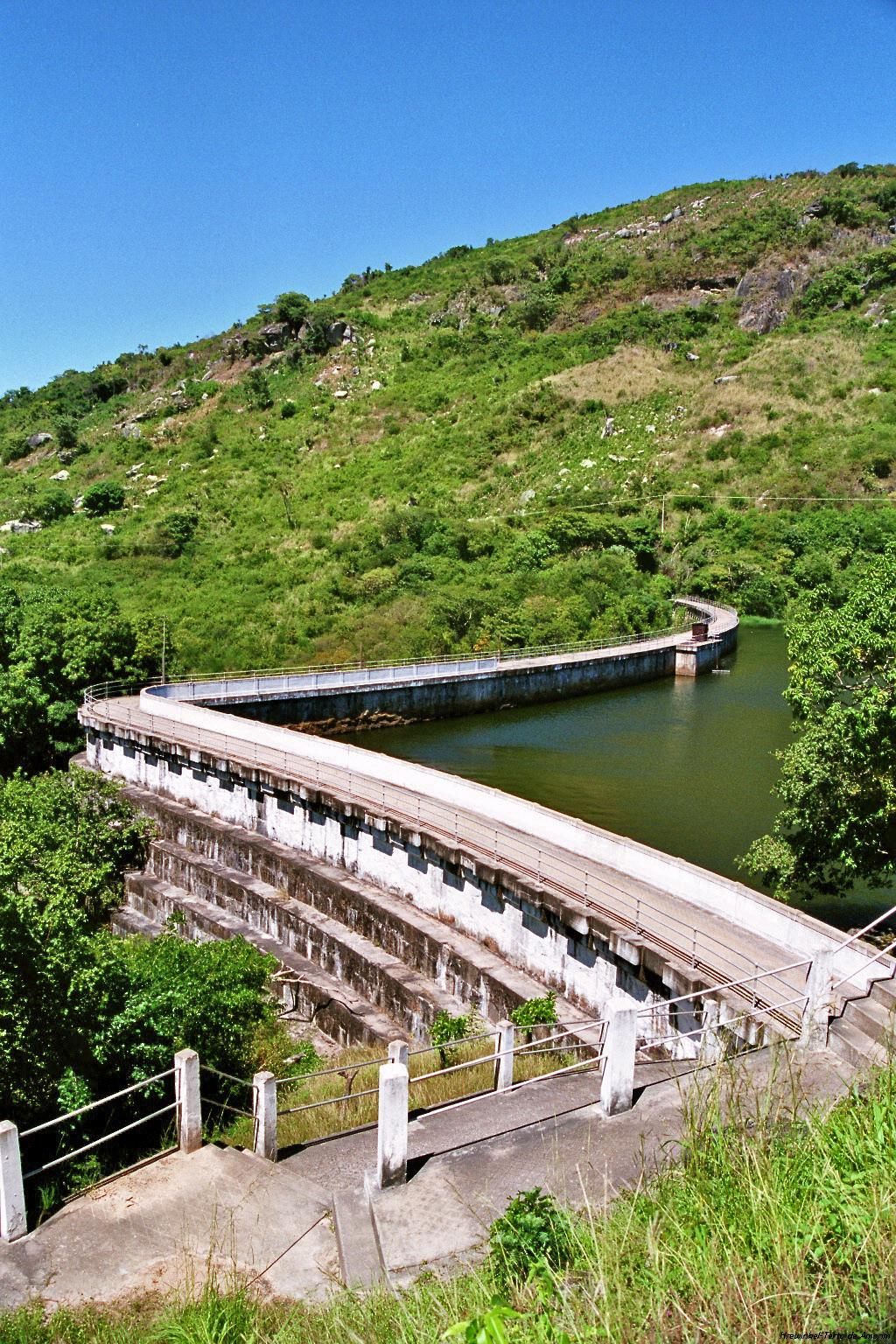
Açude Acarape do Meio

Foi construído em homenagem à princesa Isabel que libertou os escravos no Brasil. O monumento faz alusão ao cinquentenário da abolição no município e fica localizado na Praça da Princesa Isabel, no Centro de Redenção
Serra do Cruzeiro - Monte das Graças
Cartão postal do município, com uma escadaria de 720 degraus e com aproximadamente 180 metros de altura, que conduz a um grande crucifixo e à imagem de Nossa Senhora das Graças.
Hospital Dermatológico de Antônio Diogo – Colônia
Construída em 1928, o local serviu, para isolamento de pessoas portadoras de hanseníase, durante muitos anos. O local possui Cine-teatro, enfermaria, sala de fisioterapia, biblioteca, consultórios e outros. Localizado no distrito de Antônio Diogo.
Igreja de Nossa Senhora da Imaculada Conceição – Matriz
Concluída em agosto de 1868, em estilo romântico, a Igreja é um atrativo bastante visitado pelos turistas. Localizado na Praça da Matriz, no Centro de Redenção.
Museu Histórico e Memorial da Liberdade
O museu, que faz parte do centro cultural que também abriga biblioteca pública e ilha digital, tem, em seu acervo, documentos históricos e raros como livros de compra e venda de escravos, objetos ligados aos escravos – inclusive instrumentos de tortura – peças de antigos engenhos, mobília, objetos sacros, entre outros.Localizado na rua José Costa Ribeiro, 102
Fazenda Gurguri – Senzala
O local conserva ainda uma estrutura do período da escravidão. Localizado na Serra do Gurguri, a 18 km da sede do município. Foi transformada numa pousada. Acesso pela estrada de Barra Nova, via Gurguri.
Açude Acarape do Meio
Represa do rio Pacoti. Localiza-se no distrito de Barra Nova, a 12 km da sede. À esquerda da barragem encontra-se a Capela de São Gerardo. Atualmente é administrado pela Companhia de Gestão dos Recursos Hídricos - COGERH.
Capela de Santa Rita
A Capela foi inaugurada em 29 de dezembro de 1917. Construída em estilo gótico. Possui uma escadaria com 109 degraus. Bastante visitada por devotos e turistas. Proporciona uma bela vista parcial da cidade.
Capela de São Miguel
Capela em estilo gótico eclético, construída com financiamento de Juvenal de Carvalho, antigo dono do Sítio Livramento. Mausoléu do Padre Ângelo Custódio. Inaugurada em 21 de março de 1936.
Praça da Liberdade – Obelisco
Monumento construído em homenagem ao cinquentenário da abolição neste município, 1933, e à Sociedade Redentora Acarapense. Estrutura alusiva a um pelourinho. Localiza-se na Praça da Liberdade, no centro da cidade de Redenção.
Cachoreira da Paracupeba
Localizada na área serrana, há 9 km do centro da cidade, a cachoeira está localizado no distrito de Barra Nova, sendo uma das maiores atrações turísticas do município.

## Educação
O município de Redenção é sede da Universidade da Integração Internacional da Lusofonia Afro-Brasileira (Unilab), que oferta 19 cursos de graduação e 9 programas de pós-graduação. Possui três escolas particulares: CNEC Perboyre e Silva que é a mais antiga da cidade, com o segundo melhor desempenho da cidade no Enem, ficando atrás apenas do desempenho da escola profissional, Logos que é uma escola nova evangélica e a escola Pentágono.Uma escola profissional: Adolfo Ferreira de Sousa,  a escola de ensino médio Brunilo Jaco, a escola estadual Padre Saraiva Leão a pioneira,contando também com duas escolas municipais Edmílson Barros e a escola Maria Augusta Russo, todas localizadas no centro da cidade. Também temos a Escola Camilo Brasiliense, no distrito de Antonio Diogo.

## Cultura
Os principais eventos são:
- Festa da Padroeira: Nossa Senhora da Conceição (dezembro)
- Festa de São Sebastião (janeiro)
- Festa de São José (19 de março)
- Festa de Santa Rita (setembro)
- Missa de São Gerardo, na Capela do Acarape do Meio (terceiro sábado de outubro)
- Fest Rock no distrito de Antônio Diogo (dezembro)
- Dia do Município (28 de dezembro)
- Campeonato Esportivo do Maciço de Baturité

Outras atividades culturais de Redenção são organizadas pelo Grupo Folclórico 25 de Março e a Banda de Música Dr. José Alberto Mendonça de Sousa.